# Liste der Baudenkmäler in Gescher
Die Liste der Baudenkmäler in Gescher enthält die denkmalgeschützten Bauwerke auf dem Gebiet der Stadt Gescher im Kreis Borken in Nordrhein-Westfalen (Stand: Januar 2021). Diese Baudenkmäler sind in der Denkmalliste der Stadt Gescher eingetragen; Grundlage für die Aufnahme ist das Denkmalschutzgesetz Nordrhein-Westfalen (DSchG NRW).

## Allgemein
- Bild: Bild des Kulturdenkmals, ggf. zusätzlich mit einem Link zu weiteren Fotos des Kulturdenkmals im Medienarchiv Wikimedia Commons
- Bezeichnung: Name des Kulturdenkmals
- Lage: Straßenname und Hausnummer oder Flurstücknummer des Kulturdenkmal, gegebenenfalls auch den Ortsteil. Die Grundsortierung der Liste erfolgt nach dieser Adresse. Der Link (Karte) führt zu verschiedenen Kartendiensten mit der Position des Kulturdenkmals. Fehlt dieser Link, wurden die Koordinaten noch nicht eingetragen. Sind diese bekannt, können sie über ein Tool mit einer Kartenansicht einfach nachgetragen werden. In dieser Kartenansicht sind Kulturdenkmale ohne Koordinaten mit einem roten bzw. orangen Marker dargestellt und können durch Verschieben auf die richtige Position in der Karte mit Koordinaten versehen werden. Kulturdenkmale ohne Bild sind an einem blauen bzw. roten Marker erkennbar.
- Beschreibung: Kurzcharakteristik des Kulturdenkmals
- Bauzeit: Baubeginn, Fertigstellung, Datum der Erstnennung oder grobe zeitliche Einordnung entsprechend des Eintrags in der zuständigen Denkmaldatenbank
- Eingetragen seit: Datum der Erfassung in der zuständigen Denkmaldatenbank

## Baudenkmäler
| Bild                                                   | Bezeichnung                                            | Lage                                                                      | Beschreibung | Bauzeit                                                                   | Eingetragen seit | Denkmal- nummer |
| ------------------------------------------------------ | ------------------------------------------------------ | ------------------------------------------------------------------------- | --- | ------------------------------------------------------------------------- | ---------------- | --------------- |
| Kath. Pfarrkirche St. Pankratius                       | Kath. Pfarrkirche St. Pankratius                       | Kirchplatz Karte                                                          | große, im Kern spätgotische und neugotisch überformte Hallenkirche aus Back- und Naturstein, gegründet vor 1023 | 1490–1510 / 1889–1892                                                     |                  | 1               |
| Kreuzweg auf dem Friedhof der kath. Kirche             | Kreuzweg auf dem Friedhof der kath. Kirche             | Konrad-Adenauer-Straße Karte                                              | Kreuzweg mit 14 Stationen aus flachen Sandsteinstelen mit neuromanischer Rankenornamentik, erstellt von Heinrich Moors, Kevelaer (1873–1940) |                                                                           |                  | 2               |
| Haus der Begegnung                                     | Haus der Begegnung                                     | Kirchplatz/Ecke Marienstraße Karte                                        | Ehemaliges Pfarrhaus der katholischen Kirchengemeinde St. Pankratius. Vermutlich aus dem späten 17. Jahrhundert |                                                                           | 4. Juli 1985     | 3               |
| Kapelle St. Antonius Abt                               | Kapelle St. Antonius Abt                               | Tungerloh Capellen 100 Karte                                              | Kapelle, errichtet 1885 mit Steinrelief aus letztem Viertel des 15. Jahrhunderts | letztes Viertel des 15. Jahrhunderts                                      |                  | 4               |
| Kapelle von Haus Hall                                  | Kapelle von Haus Hall                                  | Tungerloh-Capellen 4 Karte                                                | Neugotischer Backsteinbau mit Schieferdach und Dachreiter | 1881–86                                                                   | 4. Juli 1985     | 5               |
| Hl. Johannes Nepomuk vor der Teichanlage von Haus Hall | Hl. Johannes Nepomuk vor der Teichanlage von Haus Hall | Hallerweg Karte                                                           | Ursprünglich nicht als Außenstatue konzipiert, da die Rückseite nicht ausgeführt wurde. |                                                                           | 4. Juli 1985     | 6               |
| Glockenmuseum                                          | Glockenmuseum                                          | Lindenstraße Karte                                                        | als Polizeiwache erbautes, kleines, dekoratives Haus | 1902                                                                      |                  | 7               |
| Bildstock mit Relief des Heiligen Pankratius           | Bildstock mit Relief des Heiligen Pankratius           | Bahnhofstraße/Gartenstraße Karte                                          | Aus Sandstein erstellter barocker Bildstock mit Relief des jugendlichen heiligen Pankratius | renoviert 1873                                                            |                  | 8               |
| Bildstock von 1753                                     | Bildstock von 1753                                     | Armlandstraße/Lindenstraße Karte                                          | Barocker münsterländischer Bildstock mit Relief des heiligen Johann Nepomuk | 1753                                                                      |                  | 9               |
| Bildstock, 1775                                        | Bildstock, 1775                                        | Holtwicker Straße, nahe der Berkel Karte                                  | Renovierter Bildstock mit Relief des heiligen Antonius mit Christkind | 1775                                                                      |                  | 10              |
| Hl. Johann-Nepomuk                                     | Hl. Johann-Nepomuk                                     | Holtwicker Straße, nahe der Berkel Karte                                  | Barocke Sandsteinstatue auf Rechtecksockel von 1757 | 1757                                                                      | 8. Januar 1986   | 11              |
| Hl. Johann-Nepomuk                                     | Hl. Johann-Nepomuk                                     | Hallerweg an der Berkel Karte                                             | barocke Sandsteinstatue des heiligen Johann-Nepomuk auf Rechtecksockel | um 1770                                                                   | 10. Juni 1986    | 12              |
| Wegekreuz                                              | Wegekreuz                                              | Riete/Zum Erlengrund Karte                                                | Station „Bückers Krüs“, Gabelkreuz auf Rechtecksockel, das auf einem angedeuteten Felsen hinter einem Totenkopf steht | 18. Jahrhundert                                                           |                  | 13              |
| Bildstock                                              | Bildstock                                              | Ecke Stationsweg/Südlohner Damm Karte                                     | Sandsteinbildstock mit Relief des hl. Antonius, dem die Muttergottes mit dem Christuskind erscheint | 1818                                                                      | 10. Juni 1986    | 14              |
| Bildstock                                              | Bildstock                                              | Holtwicker Straße, Flur 20, Flurstück 13 Karte                            | Sandsteinbildstock am Hof Remmelt mit Relief der Geißelung Christi | Mitte 18. Jahrhundert (1763?)                                             | 10. Juni 1986    | 15              |
| Gedenkkreuz südl. Kapelle in Tungerloh-Capellen        | Gedenkkreuz südl. Kapelle in Tungerloh-Capellen        | Tungerloh Capellen 100 Karte                                              | Gedenkkreuz an Elisabete Wehling, die beim Vogelschießen tödlich verletzt wurde. Aus drei von Eisenklammern zusammengehaltenen Sandsteinen gefertigt. | 1804                                                                      | 10. Juni 1986    | 16              |
| Hl. Johann Nepomuk                                     | Hl. Johann Nepomuk                                     | Tungerloh-Pröbsting, Flur 20, Flurstück 16 Karte                          | Sandsteinstatue des Heiligen Johann Nepomuk, südwestlich der Kapelle in Tungerloh-Capellen an der Berkelbrücke | 1806                                                                      | 10. Juni 1986    | 17              |
| Bildstock, Maria mit Leichnam Christi                  | Bildstock, Maria mit Leichnam Christi                  | Tungerloh Pröbsting Karte                                                 | Bildstock mit der Darstellung Marias mit dem Leichnam Christi vor dem Kreuz (Pietà) | um 1800                                                                   | 10. Juni 1986    | 18              |
| Madonna                                                | Madonna                                                | Hochmoor Landsbergstraße Karte                                            | Barocke Sandsteinstatue der Maria vom Siege. | 1. Hälfte 18. Jahrhundert                                                 | 10. Juni 1986    | 19              |
| Jüdischer Friedhof                                     | Jüdischer Friedhof                                     | Südlohner Damm Karte                                                      | Jüdischer Friedhof mit 13 Grabstellen zurückreichend bis 1888 |                                                                           |                  | 20              |
| Haus Busch                                             | Haus Busch                                             | Armlandstraße 5 Karte                                                     | Zweigeschossiges Gebäude mit historischen Umfassungsmauern | spätes 18. Jahrhundert                                                    | 16. Juni 1986    | 21              |
| Madonna                                                | Madonna                                                | Tungerloh Pröbsting Karte                                                 | Madonna auf zwei Sandsteinpilaster mit frühbarocken Zügen. Das Bild zeigt eine Nachbildung. Das Original ist im Hause des Besitzers untergebracht. | 1632                                                                      | 3. Juli 1986     | 22              |
| Hl. Johann-Nepomuk                                     | Hl. Johann-Nepomuk                                     | Hofstraße Karte                                                           | Statue des Heiligen Johann-Nepomuk aus Sandstein auf Rechtecksockel | 1737                                                                      |                  | 23              |
| Bildstock des Hl. Ludgerus                             | Bildstock des Hl. Ludgerus                             | Mühlengrund Karte                                                         | Bildstock mit Darstellung des Hl. Ludgerus aus Sandstein | Mitte 18. Jahrhundert                                                     |                  | 24              |
| Backsteinwohnhaus                                      | Backsteinwohnhaus                                      | Bahnhofstr. 24 Karte                                                      | Backsteinwohnhaus mit holländischem Einfluss | 1905–1910                                                                 |                  | 25              |
| Backsteinwohnhaus                                      | Backsteinwohnhaus                                      | Bahnhofstr. 26 Karte                                                      | Backsteinwohnhaus mit holländischem Einfluss | 1905–1910                                                                 | 10. April 1987   | 26              |
| Haus Eckrodt                                           | Haus Eckrodt                                           | Hauptstr. 17 Karte                                                        | klassizistisches Gebäude mit besonders prachtvoller, zweiflügeliger Haustür mit gusseisernen Gitterfüllungen | 1867                                                                      |                  | 27              |
| Bürgerhaus/Glockengießerei                             | Bürgerhaus/Glockengießerei                             | Hauptstr. 5 Karte                                                         | barockes Bürgerhaus, ursprünglich ziegelsteinsichtig und mit doppelläufiger Freitreppe vor dem Haus. Heute rot verputzt mit nach innen verlagerter Haustür aus Holz im Zopfstil. Errichtet für den Glockengießer Alexius Petit d. J., heute Verwaltungsgebäude der Glockengießerei Petit & Gebr. Edelbrock | 1806                                                                      |                  | 28              |
| Domhotel                                               | Domhotel                                               | Kirchplatz 6 Karte                                                        | barockes zweigeschossiges traufenständiges Haus mit Quaderputz und Eckpilastern |                                                                           |                  | 29              |
| Bildstock Herz-Jesu                                    | Bildstock Herz-Jesu                                    | Büren 6 Karte                                                             | Statue Jesu auf Sandsteinsockel mit gotisierenden Einzelformen | um 1900                                                                   | 8. Januar 1990   | 30              |
| Marienbildstock                                        | Marienbildstock                                        | Büren 11 Karte                                                            | neugotischer Sandsteinbildstock auf schlankem, mehrfach gestuftem Sockel. Jungfrau auf Weltkugel stehend und auf Schlange tretend (siehe Maria vom Siege) | Ende 19. Jahrhundert                                                      | 8. Januar 1990   | 31              |
| Trafostation                                           | Trafostation                                           | Konrad-Adenauer-Straße Karte                                              | zeigt Formen expressionistischer Backsteinarchitektur | 1928                                                                      |                  | 32              |
| Fabrikantenvilla                                       | Fabrikantenvilla                                       | Hauptstr. 30 Karte                                                        | Fabrikantenvilla, die mit ihren Stuckverzierungen, Dachgesimsen und dem sich in die Straße vorschiebenden rechteckigen Belvedere (Architektur) die ganze Pracht der Neorenaissance vermittelt | 1890                                                                      |                  | 33              |
| ehem. Wohnsitz Obervogt                                | ehem. Wohnsitz Obervogt                                | Hauptstr. 10 Karte                                                        | ehemaliger Wohnsitz des Obervogtes | 18. Jh., Umbau zu Beginn des 19. Jhs. und mit einem Quaderputz versehen   |                  | 34              |
| Villa                                                  | Villa                                                  | Hauptstraße 24 Karte                                                      | Villa mit Renaissance- und Barockmotiven in der Hausfassade überdacht mit gekapptem und verschiefertem Walmdach | spätes 18. Jahrhundert                                                    |                  | 35              |
| Ehemaliges Spinnereigebäude Huesker                    | Ehemaliges Spinnereigebäude Huesker                    | Fabrikstraße 17 Karte                                                     | errichtet vom Schweizer Civilingenieur-Bureau Sequin und Knobel aus Rüti bei Zürich | 1905 bis 1909                                                             |                  | 36              |
| Fabrikantenvilla                                       | Fabrikantenvilla                                       | Hauptstraße 18 Karte                                                      | Fabrikantenvilla in neugotischem Stil, errichtet von Hilger Hertel d. Ä. | 1889                                                                      |                  | 37              |
| Egberdings Mühle                                       | Egberdings Mühle                                       | Tungerloh-Pröbsting Gemarkung Tgl.-Pröbsting, Flur 4, Flurstück 177 Karte | Doppelmühlenanlage mit Stauanlage an der Berkel. Es handelt sich um eine typische Münsterländer Doppelmühle. Getreide- und Ölmühle sind durch eine mit Bohlen belegte Brücke über dem Wehr verbunden. 1910 ersetzte eine Turbine zwei Wasserräder; mit dem daraus gewonnenen Strom wurden u. a. ein Mahlgang und eine Sägemühle betrieben. 1914 wurde die Getreidemühle mit einem Flachriemen an die Turbine angeschlossen. Die Getreidemühle wurde noch bis 1985 zum Schroten (Eigenbedarf) genutzt. Heute (2014) ist das Gebäude in einem beklagenswerten Zustand. | Nach 1848, als der Vorgängerbau von 1819 durch Hochwasser zerstört wurde. |                  | 38              |
| älteste nicht kirchliche Gebäude in Gescher            | älteste nicht kirchliche Gebäude in Gescher            | Hauptstraße 20 Karte                                                      | mehrfach umgebautes ältestes nicht kirchliches Gebäude in Gescher | 1701                                                                      |                  | 39              |
| Kamin der Spinnerei Huesker                            | Kamin der Spinnerei Huesker                            | Fabrikstraße 13 Karte                                                     | Kamin des ehemaligen Spinnereigebäudes Huesker, das ebenfalls unter Denkmalschutz steht (s. o.) |                                                                           |                  | 40              |
| Hotel Tenbrock                                         | Hotel Tenbrock                                         | Hauskampstraße 12 Karte                                                   | repräsentatives, im Stil der Neorenaissance gehaltenes Gasthaus | 1906                                                                      |                  | 41              |
| evangelische Kirche                                    | evangelische Kirche                                    | Friedensstraße 2 Karte                                                    | eine von den insgesamt 48 vorgefertigten Gemeindezentren und Diasporakapellen von Otto Bartning, die von 1949 bis 1953 in Deutschland (alte und neue Bundesländer) gebaut wurden | 1952                                                                      | 4. Mai 1994      | 42              |
| Hotel zur Krone                                        | Hotel zur Krone                                        | Hauptstraße 39 Karte                                                      | Im 18. Jahrhundert als Gaststätte genutzt und ab 1828 um Poststation („Briefsammlung“) erweitert. Ab 1839 „Postexpedition“, die nach 1874 mit Telegrafenstation ergänzt wurde. Historischer Kamin und Türen im Hauptgastraum. |                                                                           |                  | 43              |
| Mäusescheune                                           | Mäusescheune                                           | Estern 74 Karte                                                           | Auf Pfeilern stehende Scheune zur Lagerung der Ernte | 19. Jahrhundert                                                           | 23. Juni 1994    | 44              |
| Glockengießerei                                        | Glockengießerei                                        | Karte                                                                     | |                                                                           |                  | 45              |
| ehem. Kath. Pfarrkirche Maria Himmelfahrt              | ehem. Kath. Pfarrkirche Maria Himmelfahrt              | Karte                                                                     | |                                                                           |                  | 46              |

## Bodendenkmäler
| Bild                               | Bezeichnung                        | Lage | Beschreibung                                                                           | Bauzeit                                      | Eingetragen seit | Denkmal- nummer |
| ---------------------------------- | ---------------------------------- | --- | -------------------------------------------------------------------------------------- | -------------------------------------------- | ---------------- | --------------- |
| Gräftenanlage                      | Gräftenanlage                      | Harwick, 48712 Gescher Gemarkung Harwick, Flur 15, Flurstück 10 ca. 400 m östlich von Haus Hengelborg Karte | Gräftenanlage im Ausmaß 60 × 40 m mit rechteckiger Speicherinsel. Gut erhalten.        | Vermutlich 15./16. Jahrhundert               | 1996             | 1               |
| Burg Brockhusen, „Versunkene Borg“ | Burg Brockhusen, „Versunkene Borg“ | Estern, 48712 Gescher Gemarkung Estern, Flur 8, Flurstück 1,2,3,4,5 Karte                                   | Hochmittelalterliche Burganlage mit Wall und Graben, insgesamt guter Erhaltungszustand | Keramikfunde aus dem 11. und 12. Jahrhundert | 24. Juli 1991    | 2               |

## Bewegliche Denkmäler
| Bild                                         | Bezeichnung                                  | Lage                           | Beschreibung                                                                                            | Bauzeit | Eingetragen seit   | Denkmal- nummer |
| -------------------------------------------- | -------------------------------------------- | ------------------------------ | --- | ------- | ------------------ | --------------- |
| Wappenstein der ehem. Mühle, 17. Jahrhundert | Wappenstein der ehem. Mühle, 17. Jahrhundert | Harwick 7, 48712 Gescher Karte | Wappenstein der ehemaligen Mühle mit zwei unterschiedlichen, mit Kronen versehenen Wappen aus Sandstein |         | 12. September 1990 | 1               |